# Erfaringspædagogik
Erfaringspædagogik er en pædagogisk retning, som fremhæver vigtigheden af den læring, der opnås ved, at eleverne danner deres egne erfaringer. Dette ses i modsætning til boglig lærdom og andre former for andenhåndsviden.
Det er væsentligt for erfaringspædagogikken, at erfaring er et tovejsforhold, hvor eleven på den ene side er aktiv i forhold til sin omverden, men hvor eleven på den anden side selv må tage følgerne af egne prioriteringer, beslutninger og handlinger.
Erfaringspædagogikken benævnes ofte med det engelske slagord learning by doing (læring gennem handling) som er udmøntet af én af denne retnings ophavsmænd: John Dewey. Derfor kaldes ordsproget også 'learning by Dewey'. Et anden kendt slagord er 'trying and undergoing', som også stammer fra John Dewey. Her er undergoing refleksionen af trying. Altså skal der reflekteres (undergoing) over det man gør ud fra ens handlinger (trying).
Det er i særlig grad hans udformning af pædagogikken, der er blevet banebrydende, men andre forfattere har allerede meget tidligt gjort sig tilsvarende tanker. Se f.eks. Jean-Jacques Rousseau og Georg Michael Kerschensteiner.